# Павловський Ігор Валентинович
І́гор Валенти́нович Павло́вський (20.10.1964) — генерал-лейтенант Збройних Сил України. Заступник Міністра оборони України (2015—2019).

## Біографія
У Збройних Силах з 1983 року — командир взводу, роти, заступник командира батальйону, начальник штабу — заступник командира батальйону, командир батальйону, заступник командира полку, командир полку, командир окремої механізованої бригади.
1988 року закінчив Далекосхідне вище військове командне училище, 1997 — Академію Збройних Сил України, 2010 — Національний університет оборони України.
Протягом 2003—2008 років — військовий комісар Олександрійського об'єднаного міського військового комісаріату.
Вересень 2008 — липень 2009 — начальник штабу — перший заступник начальника Навчального центру Сухопутних військ Збройних Сил України.
Жовтень 2010 — липень 2012 — перший заступник командувача Південного оперативного командування.
Липень 2012 — січень 2014 — начальник штабу — перший заступник командира 8-го армійського корпусу Сухопутних військ Збройних сил України.
Січень 2014 — начальник Тилу Збройних Сил України.

### Російсько-українська війна
У 2014 році брав участь в обороні Маріуполя, очолював сектор «М». За особисту мужність і героїзм, виявлені у захисті державного суверенітету та територіальної цілісності України, вірність військовій присязі під час російсько-української війни нагороджений орденом Богдана Хмельницького III ступеня.
З 8 квітня 2015 року — заступник Міністра оборони України.
23 серпня 2015 року Ігорю Павловському присвоєно військове звання генерал-лейтенант.
4 червня 2019 року Ігор Павловський подав рапорт на проходження військово-лікарської комісії з метою подальшого звільнення зі Збройних Сил України.
4 вересня 2019 року, розпорядженням Кабінету Міністрів України № 712-р, був звільнений з посади заступника Міністра оборони України.

## Розслідування

### Закупівлі палива
11 жовтня 2017 року, Павловський був затриманий детективами НАБУ і САП. НАБУ підозрювало його в участі в корупційній схемі з розтрати державних коштів у сумі 149 млн грн під час закупівлі палива для потреб Міністерства оборони України. Затриманому було повідомлено про підозру за ч. 5 ст. 191 КК України (Привласнення, розтрата майна або заволодіння ним шляхом зловживання службовим становищем).
9 листопада 2017 року, Апеляційний суд міста Києва скасував домашній арешт і відпустив його під особисту поруку двох військовослужбовців, які мають звання Героя України ― Олександра Порхуна та Ігоря Герасименка.
30 квітня 2020 року Павловському було призначено заставу розміром 168 тис. грн та заборонено виїзд за кордон до 29 червня включно.

### Справа «катерів і санітарок»
5 липня 2021 року, біля будівлі Печерського районного суду міста Києва була проведена акція на підтримку генерал-лейтенанта Ігоря Павловського у справі «катерів і санітарок». Павловського звинувачували у закупівлі Міністерством оборони військової техніки неналежної якості та за завищеними цінами, а саме десантно-штурмових катерів проєкту «Кентавр-ЛК» та санітарно-евакуаційних автомобілів Богдан-2251. В акції взяли участь ветерани та громадські активісти, про що повідомила пресслужба партії «Європейська солідарність».
12 липня 2021 року, Печерський районний суд міста Києва повністю задовольнив клопотання прокурорів у справі «катерів і санітарок», обравши запобіжний захід Ігорю Павловському ― арешт на два місяці або застава у розмірі 476 млн грн. Суд відмовив у задоволенні клопотання щодо взяття на поруки в тому числі і Героїв України і народних депутатів України Адвокат Павловського назвав це рішення політичним.
Наступного дня, 13 липня 2021 року, в центрі м. Києва, перед Офісом Президента України та в деяких інших містах України, зокрема в м. Одесі перед будівлею Одеської обласної державної адміністрації, відбулися акції на підтримку генерала Павловського.
5 листопада 2021 року, за колишнього заступника Міноборони, генерала Ігоря Павловського, якого підозрюють у справі щодо продажу для ЗС України неякісної військової техніки, було внесено заставу і він вийшов з СІЗО на свободу. Як було повідомлено, 18 млн гривень, необхідних для застави, зібрав фонд Петра Порошенка разом з ГО «Солідарна справа громад». 15 млн 900 тисяч гривень до застави доклав фонд Порошенка, а 2 млн 100 тисяч гривень, зібрали «небайдужі українці через акцію у соцмережах».
5 жовтня 2023 року Ігор Павловський виграв в ЄСПЛ справу проти України щодо необґрунтованого запобіжного заходу. Тепер за рішенням суду Україна має сплатити Павловському компенсацію у розмірі 2600 євро.

## Нагороди
- Орден Богдана Хмельницького III ступеня (22 січня 2015) ― за особисту мужність і героїзм, виявлені у захисті державного суверенітету та територіальної цілісності України, високий професіоналізм, вірність військовій присязі[15].

## Сім'я
Дружина — Валентина Василівна Павловська, донька — Діана Ігорівна Павловська.